# Aeroport Internacional d'Incheon
L'Aeroport Internacional d'Incheon (coreà: 인천국제공항, Incheon Gukje Gonghang) (codi IATA: ICN, codi OACI: RKSI) és un aeroport internacional, el més important de Corea del Sud i un dels deu aeroports més transitats de l'Àsia. De vegades se l'anomena Aeroport Internacional de Seül-Incheon perquè dona servei a l'àrea metropolitana de Seül encara que està situat a la localitat d'Incheon.
L'aeroport inclou un camp de golf, spa, hotels, una pista de gel, un casino, jardins interiors, un saló de videojocs i el Museu de Cultura Coreana. De mitjana, les sortides triguen 19 minuts, i les arribades 12 minuts, molt per sota de les mitjanes mundials de 60 i 45 minuts respectivament. Això fa que es consideri un dels més ràpids en tràmits de controls i duanes. També té una ràtio d'errors en la gestió d'equipatges de només 0.0001%.
L'Aeroport Internacional d'Incheon es troba a l'oest del centre urbà d'Incheon, en una illa artificial al voltant de l'illa de Yeongjongdo. Administrativament forma part del districte de Jung del municipi d'Incheon. L'aeroport es va inaugurar el 21 de març de 2001.

## Història
Després dels Jocs Olímpics d'Estiu de 1988, el trànsit aeri internacional a Corea va augmentar i es va fer evident que l'Aeroport Internacional de Gimpo no podia gestionar-lo completament. Per a reduir-ne la càrrega, el govern sud-coreà va decidir construir un nou aeroport internacional.
El nou aeroport originalment s'havia de construir a Cheongju, 124km al sud-est de Seül, però aquesta gran distància no era ben vista pels habitants de Seül i de la regió de Gyeonggi-do. Finalment es va optar per triar Incheon, molt més pròxim a la capital.
La construcció va començar el novembre de 1992, fent una illa artificial entre les illes de Yeongjong i Youngyu, que van acabar unides. Els treballs van trigar vuit anys més sis mesos addicionals de test. S'esperava que s'hagués completat l'any 1997 però es va allargar i es va inaugurar oficialment el 21 de març de 2001.